# هيلاري شيبرد
هيلاري شيبرد (بالإنجليزية: Hilary Shepard Turner)‏ هي مغنية وممثلة أمريكية، ولدت في 10 ديسمبر 1959 في نيويورك في الولايات المتحدة.

## وصلات خارجية
- هيلاري شيبرد على موقع IMDb (الإنجليزية)
- هيلاري شيبرد على موقع روتن توميتوز (الإنجليزية)
- هيلاري شيبرد على موقع ألو سيني (الفرنسية)
- هيلاري شيبرد على موقع أول موفي (الإنجليزية)
- هيلاري شيبرد على موقع ديسكوغز (الإنجليزية)
- هيلاري شيبرد على موقع قاعدة بيانات الفيلم (الإنجليزية)